# Centropus steerii
Il cucal monaco o cuculo fagiano di Steere (Centropus steerii Bourns & Worcester, 1894) è un uccello della famiglia Cuculidae.

## Distribuzione e habitat
Questo uccello è endemico dell'isola di Mindoro, nelle Filippine.

## Tassonomia
Centropus steerii non ha sottospecie, è monotipico.